# 米夏埃利游泳馆站
米夏埃利游泳馆站（德語：U-Bahnhof Michaelibad）是一座慕尼黑地铁5号线位于拉默斯多夫-佩拉赫的一座车站，是一个较为繁忙的换乘车站。